# Erik Bergström
Johan Erik Vitalis Eugén „Backen“ Bergström  (* 6. Januar 1886 in Göteborg, Västra Götalands län; † 30. Januar 1966 ebenda) war ein schwedischer Fußballspieler.
Bergström spielte für Örgryte IS. Mit dem Verein wurde der Abwehrspieler siebenmal schwedischer Meister. Außerdem spielte er für die schwedische Nationalmannschaft. Am 12. Juli 1908 gehörte er zum Aufgebot für das erste Länderspiel der Verbandsgeschichte gegen Norwegen, das mit 11:3 gewonnen wurde. Nachdem er schon zum schwedischen Aufgebot für die Olympischen Spiele von 1908 in London gehörte, dort aber nicht zum Einsatz kam, nahm er vier Jahre später mit der Landesauswahl an den Olympischen Spielen von 1912 in Stockholm teil und stand in beiden Spielen der Schweden auf dem Platz. Insgesamt spielte er siebenmal im Nationalteam und erzielte dabei sechs Tore. 1903 war er auch schwedischer Meister im Weitsprung.